# 小野剛 (キックボクサー)
小野 剛（おの　たけし、リングネーム　KING剛
）は、プロキックボクサー。
所属　ROYALKINGSキックボクシングジム
代表KING皇兵率いるキックボクシングチーム。
異名は、KING皇兵　=KING強介　=平山迅　=KING剛　=KING翼 等。

## 概要
数々のプロキックボクサーを排出してきたROYALKINGSのプロ選手の一人。
MA日本キックボクシング連盟RKSゴールドラッシュ2（2018年5月20日 堺市産業振興センター）メインイベント
～MA日本キックボクシンバンタム級タイトルマッチ 3分3R延長3分1R～
×蒼士（RKS GYM）○KING 剛（ROYALKINGS）　判定　1-2　※KING 剛が王者に